# Hendricks (Minnesota)
Hendricks é uma cidade localizada no estado americano de Minnesota, no Condado de Lincoln.

## Demografia

### Censo de 2000
Segundo o censo americano de 2000, a sua população era de 725 habitantes.
Em 2006, foi estimada uma população de 666, um decréscimo de 59 (-8.1%).

### Censo de 2010
Segundo o censo de 2010, a cidade tinha 713 habitantes, 326 moradias, e 185 famílias morando na cidade. A densidade demográfica era de 286.8 habitantes por km2 (742.7 por mi2). A composição racial da cidade era de 99.3% brancos, 0.1% negros, 0.3% nativo americanos, 1.1% latinos e 0.3% de outras raças.
Das 326 moradias, 19.9% tinham crianças menores de 18 anos, 45.4% eram casais vivendo juntos, 8.3% tinham uma mulher solteira, 3.1% tinham um homem solteiro, e 43.3% eram não-famílias. 24.5% das moradias tinham alguém com 65 anos ou mais. A média de tamanho da moradia era de 2.01 pessoas por casa e a média de tamanho de família era de 2.64 pessoas.
A média de idade dos habitantes da cidade era de 53.9 anos. 17.3% dos residentes eram menores de idade; 6.2% estavam na faixa 18-24 anos; 16.8% tinham 25-44 anos; 21.6% tinham 45-64 anos; e 38.1% tinham 65 anos ou mais. 49,1% da população era do sexo masculino e 50,9% da população era do sexo feminino.

## Geografia
De acordo com o United States Census Bureau, Hendricks tem uma área de
2,5 km², dos quais 2,5 km² cobertos por terra e 0,0 km² cobertos por água. Hendricks localiza-se a aproximadamente 545 m acima do nível do mar.

## Pontos de interesse
Hendricks se localiza na fronteira norte da Buffalo Ridge Wind Farm, uma das maiores usinas eólicas dos Estados Unidos, compensando por mais de 1 bilhão de libras de dióxido de carbono e 450,000 libras de carvão. Há também um hotel na região que dá aos hóspedes a oportunidade de passar a noite na usina em si e ver como ela funciona pessoalmente.
A 3 milhas ao noroeste de Hendricks se localiza Singsaas Lutheran Church. Estabelecida por colonizadores Noruegueses em 26 de Outubro de 1874; Singsaas Lutheran Church, com mais de 135 anos, esta no National Register of Historic Places. Isso a faz uma das mais velhas Prairie Churches no país que ainda tem missas semanalmente. Todo Natal Singsaas publica um CD de seu programa anual de Natal.
Há também varias oportunidades de recreação em Hendricks. A cidade beira o Lake Hendricks, com um parque anexo. Um campo de golfe com um novo bar/restaurante aberto em 2014. Varios torneios de Golf são sediados ali.
Há um parque para acampamento a beira do lago que providencia água e eletricidade para visitantes.
Em dezembro de 2014 foi aberto o cinema Red Barn Theater, atraindo 230 dos 713 moradores de Hendricks na noite de abertura. Seu primeiro filme foi Noite no Museu: Segredo do Faraó. Foi a primeira vez desde 1972 que Hendricks teve um cinema.

## Localidades na vizinhança
O diagrama seguinte representa as localidades num raio de 24 km ao redor de Hendricks.